# Ridgeland (Mississippi)
Ridgeland város az USA Mississippi államában, Madison megyében. Lakosainak száma 24 340 fő (2020. április 1.).

## Népesség
A település népességének változása:

| 2010 | 24 047 |
| 2020 | 24 340 |